# پریمرز، آلاسکا
پریمرز (به انگلیسی: Primrose) یک منطقهٔ مسکونی در ایالات متحده آمریکا است که در بخش شبه جزیره کنای واقع شده‌است. پریمرز ۹۹٫۴ کیلومتر مربع مساحت و ۹۳ نفر جمعیت دارد و ۹۷۹ متر بالاتر از سطح دریا واقع شده‌است.